# Bairiki National Stadium
Le Bairiki National Stadium est un stade de football situé à Tarawa-Sud, capitale des Kiribati. Il s'agit du principal stade du pays. Il porte le nom de Reuben Uatioa.
Il compte environ 2 500 places,.

## Surface
La surface est constituée de sable corallien et non d'herbe, ce qui rend difficile la pratique du football sur ce stade. Ce facteur est un obstacle à l'intégration de l'équipe nationale dans la FIFA.

## Matches
Jusqu'à présent, aucun match international n'a été disputé au Bairiki National Stadium.